# Tätort i Sverige

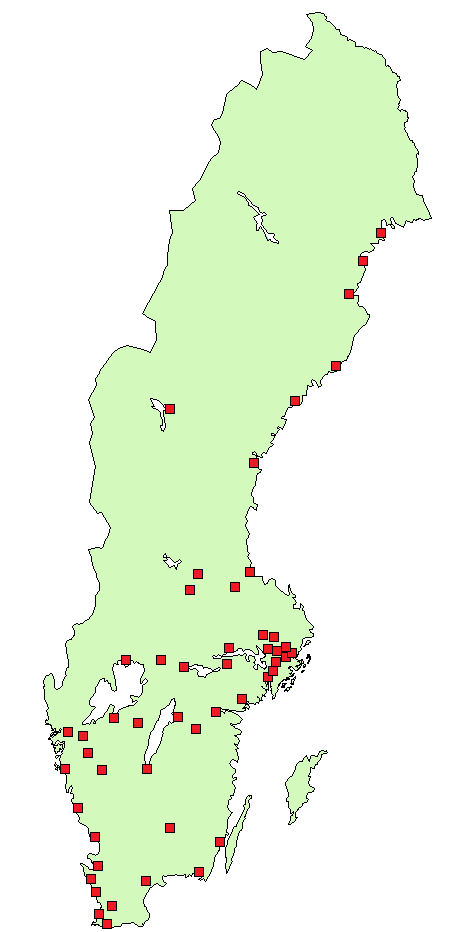
Sveriges 50 största tätorter 2005.

Indelningen av tätorter i Sverige beräknas vart femte år av Statistiska centralbyrån (SCB). Normalt har en tätort minst 200 invånare och varje hus högst 200 meter från ett annat hus inom tätorten. Tätortsindelningen baseras enbart på befolkningsstatistik, och är oberoende av landets administrativa indelning. Den beräknas strikt enligt den svenska tolkningen av den nordiska tätortsdefinition som bestämdes 1960. En tätort är således föränderlig och kan således ligga i flera kommuner och till och med i flera län eller länder.
Orter som inte är tätorter benämns av SCB som "utanför tätort" och omfattar såväl mindre ortsbebyggelse som småort, fritidshusområden och arbetsplatsområden samt landsbygd. En småort är i normalfallet en ort med färre än 200 invånare (undantag finns) och högst 150 meter mellan husen.
Namn på nya tätorter beslutas av Lantmäteriet i samråd med länsstyrelserna och andra myndigheter. Varje tätort har förutom sitt namn även en fyrsiffrig tätortskod. Till exempel har tätorten Göteborg tätortskoden 4368 och tätorten Kiruna har tätortskoden 8676.
I hela riket fanns det 2011 tätorter år 2018. 87 procent av befolkningen bodde detta år i tätorter.
Historisk befolkningsstatistik för en tätort ger inte alltid jämförbara data, eftersom tätortens areal kan förändras vart femte år. Enskilda tätorter, småorter eller glesbygdsfastigheter kan ha sammanvuxit med eller brutits ut ur tätorten under perioden, exempelvis om en mellanliggande byggnad har byggts så att avståndet mellan husen blir mindre än 200 meter, eller om en mellanliggande byggnad har rivits. Vilka tätorter som vuxit samman eller vuxit isär framgår dels av historisk befolkningsstatistik från SCB, dels av SCB:s karta.

## Kriterier för tätortsindelningen
Grundregeln är att en tätort ska ha över 200 invånare och att avståndet mellan husen inte är mer än 200 meter. Undantag kan göras i de fall då hussamlingar med ett avstånd på över 200 meter ändå bedöms ligga inom en större orts influensområde. Då kan den större orten tillgodoräkna sig detta område. Andra undantag från 200-metersregeln kan göras då avbrottet i den sammanhängande bebyggelsen utgörs av allmännyttiga områden som idrottsplatser, järnvägslinjer, kajer, kyrkogårdar, lagerplatser, parker, parkeringsplatser och vägar. Andelen fritidsfastigheter måste understiga 50 procent, alternativt (sedan 2010) att dagbefolkning (som arbetar på orten) har en storlek som överstiger 10 procent av nattbefolkningen, för att området ska klassificeras som tätort. Intagna på anstalter inräknas inte i folkmängden.

### Historisk definition
Ursprungligen räknades endast städer som tätorter. Den faktiska bebyggelsen och det administrativa området sammanföll då i allmänhet. Efter näringsfrihetens införande och det omfattande järnvägsbyggandet i Sverige uppstod en mängd nya samhällen, ofta utan administrativ stadsstatus. Vissa blev municipalsamhällen eller köpingar, andra förblev i formell administrativ mening landsbygd. Det förekom också så kallad utomgränsbebyggelse invid, men utanför, de administrativa stadsgränserna. Det blev därför alltmer nödvändigt att skapa ett begrepp som redovisade tättbebyggda områden i förhållande till glesbebyggda alldeles oavsett kommunala gränser eller kommunal status.
1900 redovisades för första gången uppgifter om "köpingsliknande samhällen", som 1910 kallades "tättbebyggda samhällen på landsbygden". Från 1920 till och med 1945 räknades hela folkmängden i de administrativa tätorterna (städer, köpingar, municipalköpingar och municipalsamhällen) till tätortsbefolkningen. Dessutom räknades "befolkningsagglomerationer" med minst 200 invånare i landskommunerna. Själva ordet tätort introducerades 1930.
De administrativa tätorterna blev alltmer ointressanta i takt med inkorporeringen av landsbygdsområden till städerna och ombildningen av hela landskommuner till städer. Detta kulminerade 1948, då hela Jukkasjärvi omvandlades till Kiruna stad, då ofta kallad "världens största stad". Därför började man från 1950 att skilja ut tätbebyggelse från glesbebyggelse även inom stads- och köpingskommuner. 1965 tog redovisningen av icke-administrativa tätorter över helt och hållet, och 1971 upphörde städerna som särskild kommuntyp då Sverige införde enhetlig kommuntyp.
Uppdelningen i tätort/glesbygd gjordes till 1950 av pastorsämbetena genom att välja vilka fastigheter som skulle tillhöra tätorterna. Tolkningen kunde variera från trakt till trakt.
1960 års folkräkning medförde bestående nyheter. Då började avgränsningarna göras av geografisk expertis och de ritades ut på kartor. Genom enhetlig avgränsning av samtliga orter blev bedömningen av tätortsbegreppet likartad över hela landet.
Kartavgränsning av tätorter görs också, och från 1980 finns de även digitalt lagrade.
Tätortsavgränsningen utfördes tidigare inom ramen för folk- och bostadsräkningar, men från 1990 görs de i anslutning till markanvändningsstatistiken.

## 2010 års tätortsavgränsning
Resultatet av 2010 års tätortsavgränsning publicerades av SCB den 16 juni 2011. Vid tätortsavgränsningen fanns i Sverige 1 956 tätorter. Under perioden 2005 till 2010 hade 59 nya tätorter tillkommit, medan 42 orter inte längre var tätorter antingen beroende på att folkmängden minskat till under 200 invånare eller på grund av sammanslagning med annan tätort, i ett enstaka fall på grund av att andelen fritidshus ökat till över 50 procent.
2010 bodde 8 016 000 personer i tätorter, vilket motsvarade 85 procent av hela befolkningen. 2005 bodde totalt 7 633 000 personer i tätorter.
I några fall, bland annat Uppsala, arbetar kommuner och/eller andra myndigheter med egna uppdateringar av tätortsstatistik som ibland avviker från SCB:s kriterier.
En tätortsregion, T-region eller stadsregion är ett större sammanhängande område av tätorter bestående av en huvudort (centralort) med omkringliggande förorter. Förorterna kan ha eget centrum men är starkt beroende av huvudortens arbetsmarknad, service- och kulturutbud med mera. Befolkningsstatistik för tätortsregioner togs i Sverige senast fram 1995.

## 2015 års tätortsavgränsning
Resultatet av 2015 års tätortsavgränsning publicerades av SCB den 25 oktober 2016. Vid tätortsavgränsningen fanns i Sverige 1 979 tätorter. Under perioden 2010 till 2015 ökade antalet tätorter med 23. De flesta var mycket små, 63 procent hade färre än 1 000 invånare, medan 6 procent (124 stycken) hade fler än 10 000 invånare. 9 tätorter går över 100 000-invånaregränsen, däribland nykomlingen Helsingborg.
Definitionen för vad som är en tätort ändrades något 2015. Den bygger främst på att två tätortskärnor med en öppen yta emellan ska ses som en avgränsning mellan två tätorter beroende på hur många som bor eller arbetar på respektive sida av den öppna ytan.

## Tätortsgrad
SCB för även statistik över hur många i en kommun som bor inom en tätort och hur många som inte gör det. Sverige totalt hade vid revideringen år 2010 en tätortsgrad på 85,1 %, att jämföra med 84,4 % år 2005. Kommunerna Stockholm, Sundbyberg och Solna har 100 % i tätortsgrad. Malmö kommun har 99,5 %, vilket är den åttonde högsta siffran i landet och den högsta utanför Stockholms län.
Bergs kommun har den lägsta tätortsgraden med 31,0 %. Ett tjugotal kommuner har en tätortsgrad under 50 %.

## Kommunöverskridande tätorter
Statistiska centralbyrån listade följande 2018:
- 1 tätort, Stockholm, sträcker sig in i 12 kommuner
- 2 tätorter, Upplands Väsby och Sollentuna och Göteborg, sträcker sig in i 4 kommuner
- 6 tätorter, Kvegerö, Åkarp, Malmö, Åstorp, Eskilsby och Snugga och Mölnlycke sträcker sig in i 3 kommuner
- 62 tätorter sträcker sig in i 2 kommuner.[a]

1. ↑  Viksäter och Viksberg har inga invånare i Salems kommun men väl två hektar.